# Оспиталето
Оспиталето (итал. Ospitaletto) је насеље у Италији у округу Бреша, региону Ломбардија.
Према процени из 2011. у насељу је живело 13450 становника. Насеље се налази на надморској висини од 152 м.

## Становништво
Према резултатима пописа становништва 2011. у општини је живело 13.579 становника.
| 1936. | 1951. | 1961. | 1971. | 1981. | 1991. | 2001.  | 2011.  |
| ----- | ----- | ----- | ----- | ----- | ----- | ------ | ------ |
| 4.444 | 5.353 | 6.076 | 7.372 | 8.621 | 9.397 | 11.086 | 13.579 |